# (5635) Cole
(5635) Cole (1981 ER5) – planetoida z grupy pasa głównego asteroid okrążająca Słońce w ciągu 3,69 lat w średniej odległości 2,38 j.a. Odkryta 2 marca 1981 roku.